# Kaka (Lagomatya)
Kaka ist ein temporärer Fluss (Wadi) in Kamerun. Er ist ein linker Zufluss des Lagomatya.

## Geographie
Der Wasserlauf liegt nördlich von Garlé, wo die Straße P28 zeitweise seinem Flussbett folgt. Er verläuft nach Südwesten und mündet nach kurzem Lauf von links und Norden in den Lagomatya.